# Bartini DAR
Le Bartini DAR (Dalnii Arkticheskii Razvyedchik) est un hydravion triplace de grande reconnaissance en milieu arctique. Cet appareil bimoteur construit en URSS durant l’entre-deux-guerres présentait de grandes similitudes avec le Dornier Wal.

## Origine et développement
En 1933 le pilote Chukhnovskii, spécialiste des vols dans l’Arctique, demanda au Soviet suprême que soit développé un appareil spécialement adapté à ces régions. Robert Bartini fut désigné pour mener à bien le projet. Le prototype fut testé au printemps 1936 par Chukhnovskii qui appréciait autant la vitesse de l’appareil (240 km/h) que son autonomie. Avec une masse en charge de 9 000 kg au décollage, le DAR pouvait tenir l’air durant 20 heures. Cinq appareils supplémentaires furent commandés, mais jamais construits. Cet intéressant hydravion fut en fait victime de l’inertie de l’administration aéronautique soviétique. Robert Bartini étant d’origine étrangère et le TsAGI ne portant pas le projet, celui-ci s'enlisa.  

## Description
Construit entièrement en acier inoxydable Enerzh-6, l’appareil se caractérisait par une longue coque métallique flanquée de deux nageoires stabilisatrices et par une voilure parasol. Les deux moteurs étaient situés en tandem sur la section centrale de l’aile. À l’origine Robert Bartini avait prévu des hélices carénées, très proches l’une de l’autre, tournant dans une sorte de tunnel constituant la partie centrale de la voilure. Ce carénage des hélices devait produire un effet propulsif supplémentaire dit effet Bartini, et les essais conduits au TsAGI confirmèrent la théorie. Mais Bartini abandonna finalement la formule, jugée trop lourde et supprima 15 m2 de voilure. Construit en 1935 à l’usine André Marti de Leningrad, le prototype fut donc achevé dans une configuration plus classique : Moteurs en tandem entraînant une hélice tractive et une hélice propulsive. 
Comme tous les appareils dessinés par Bartini, le DAR comportait de nombreuses innovations : volets à fente occupant tout le bord de fuite, ailerons en extrémité d’aile fractionnés en deux tronçons… Durant les essais le prototype fut équipé de deux paires de skis situés en tandem le long de la coque. Longs de 5 m et larges de 32 cm, ces patins en contreplaqué renforcés de métal et amortis par interposition de blocs de caoutchouc devaient permettre l’atterrissage sur la glace.

## Sources
1. 1 2 3 4 5  Nemecek
2. ↑  Shavrov